# Тормолі 1-і
Тормолі́ 1-і (рос. Тормоли 1-е) — присілок у складі Тавдинського міського округу Свердловської області.
Населення — 40 осіб (2010, 158 у 2002).
Національний склад населення станом на 2002 рік: росіяни — 87 %.